# John W. Morris

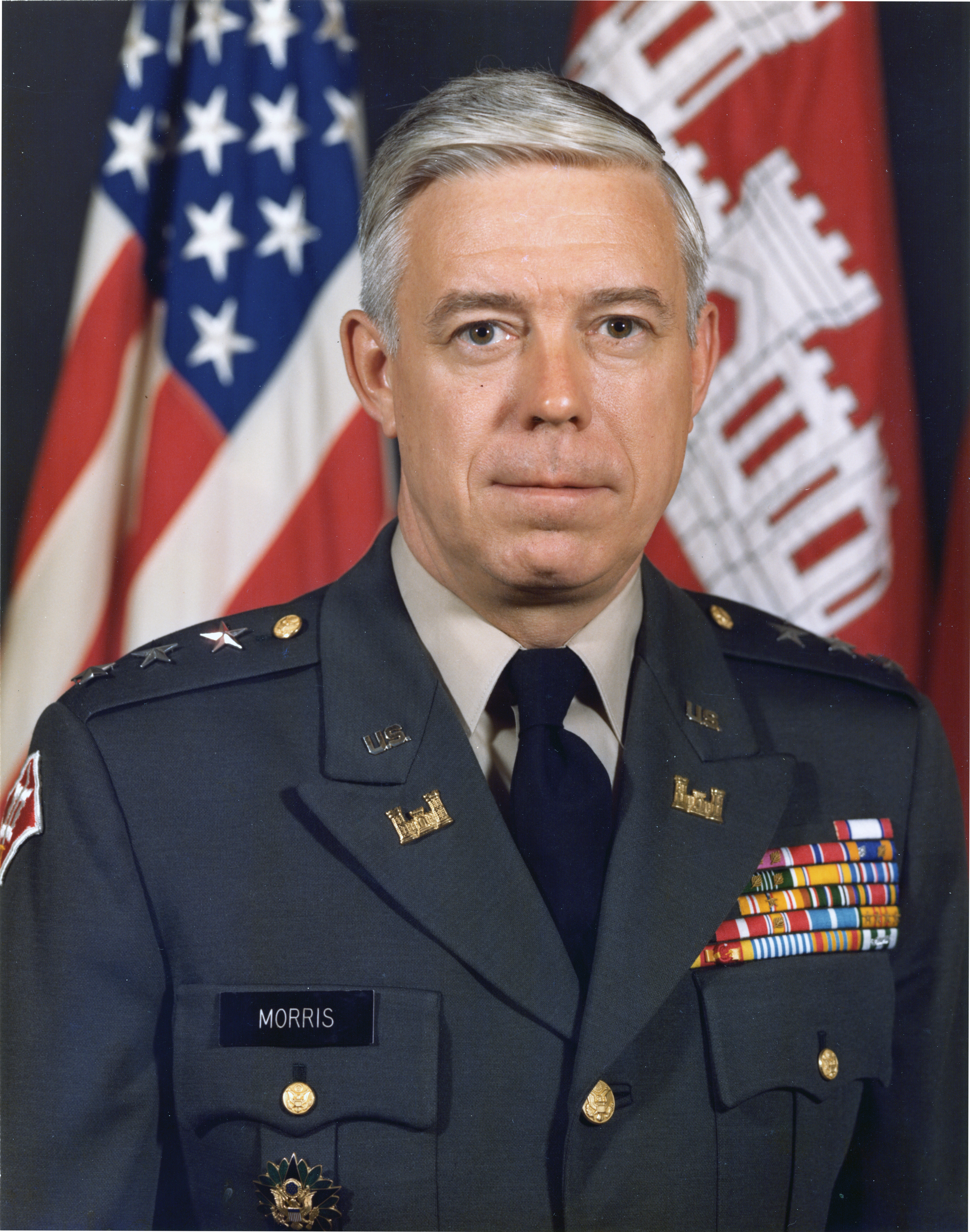
John W. Morris

John Woodland Morris (* 10. September 1921 in Princess Anne, Somerset County, Maryland; † 20. August 2013 in Wilmington, New Hanover County, North Carolina) war ein Generalleutnant der United States Army. Er war unter anderem Kommandeur des United States Army Corps of Engineers.
Im Jahr 1943 absolvierte John Morris die United States Military Academy in West Point. Nach seiner Graduation wurde er als Leutnant den Pionieren (Corps of Engineers) zugeteilt. In der Armee durchlief er anschließend alle Offiziersränge vom Leutnant bis zum Drei-Sterne-General.
Nach seiner Graduation an der Akademie in West Point wurde er im Zweiten Weltkrieg eingesetzt. Er wurde nach Guam versetzt, wo er am Bau von Militärflugplätzen beteiligt war. Von dort starteten dann Maschinen zu Luftangriffen auf Japan. Nach dem Krieg war er für einige Zeit in Japan und auf den Philippinen stationiert. Später wurde er zum Pionier (Engineer) Bezirk in Savannah versetzt. Danach war er im kanadischen Goose Bay in Labrador in gleicher Funktion tätig. Als Pionier gehörten unter anderem der Hochwasserschutz, der Ausbau von Hafenanlagen und deren militärische Verteidigungsanlagen und Flussregulierungen sowie der Bau von Schleusen und Stauwerken zu seinem Aufgabenbereich.
In den Jahren 1960 bis 1962 war Morris Bataillonskommandeur der Engineers in Südkorea, ehe er zwischen 1962 und 1965 den Pionier-Bezirk von Tulsa in Oklahoma leitete, wo er den Ausbau des Arkansas Rivers für die Schifffahrt vorantrieb. In den Jahren 1965 bis 1967 war er als Deputy Chief of Legislative Liaison stellvertretender Verbindungsoffizier der Armee zum Kongress. Danach wurde er in den Jahren 1969 und 1970 im Vietnamkrieg eingesetzt, wo er die 18. Engineer Brigade kommandierte. Anschließend leitete er bis 1972 die Missouri River Division der Engineers. Es folgten drei Jahre als Stabsoffizier im Hauptquartier des Engineer Corps als Director of Civil Works. Zwischen 1975 und 1976 war er stellvertretender Kommandeur des Engineer Corps.
Im Juli 1976 wurde John Morris als Nachfolger von William C. Gribble Jr. neuer Kommandeur des gesamten Corps of Engineers. In seiner vierjährigen Amtszeit gelang es ihm die Armeeführung zur Aufwertung des Corps zu einem Major Command des US-Heeres zu bewegen. Außerdem wurden damals einige wichtige Ziele des Korps am Mississippi und am Tennessee River erreicht. Morris reformierte den Aufbau des Korps und räumte dem Umweltschutz größere Bedeutung ein. Nachdem er sein Kommando im September 1980 an Joseph K. Bratton übergeben hatte, ging Morris in den Ruhestand.
Nach seiner Pensionierung leitete er bis zu seinem Tod seine Firma J. W. Morris, Ltd. Diese war als Beraterfirma auf dem Gebiet der Bauwirtschaft unter Berücksichtigung des Umweltschutzes tätig. Außerdem wurde er auf dem Bildungssektor tätig. Dabei war er Dozent an verschiedenen Hochschulen des Landes wozu auch die University of Maryland gehörte.
Im Jahr 2004 zog John Morris nach Plantation Village einem Vorort von Wilmington im North Carolina. Der Grund des Umzugs war der schlechte Gesundheitszustand seiner Frau Geraldine Ludwig, genannt Gerry, mit der er seit 1947 verheiratet war. Das Paar hatte zwei Kinder. Seine Frau verstarb im Jahr 2006. Morris blieb danach weiterhin als Firmenchef aktiv. Er starb am 20. August 2013 in Wilmington und wurde auf dem Friedhof der Militär-Akademie in West Point beigesetzt.

## Orden und Auszeichnungen
John Morris erhielt im Lauf seiner militärischen Laufbahn unter anderem folgende Auszeichnungen:
- Army Distinguished Service Medal
- Legion of Merit
- Bronze Star Medal
- Defense Meritorious Service Medal
- National Academy of Engineers’ Founders Award
- Construction’s Man of the Year for 1977 by the Engineering-News Record.